# تيليفاسا
تيليفاسا هي في الميثولوجيا الإغريقية زوجة أجينور ملك صيدا وأم قدموس وأوروبا وفونيكس وكيليكس.
ذهبت تيليفاسا بعد أن خطف زيوس لأوروبا تحت رغبة زوجها أجينور مع أولادها قدموس وفونيكس وكيليكس للبحث عنها, ولأنها مُنعت من العودة إلى وطنها دون ابنتها أوروبا, لذلك بقيت مع ابنها قدموس في ثراكين حيث ماتت وحيث قبرها قدموس.
حسب الشاعر الإغريقي موشوس فإنها تظهر كإبنة بوسيدون وليبيا ومن زوجها فونيكس ولدت أوروبا.